# Ambroise-Léopold Jourdain de l'Éloge
Ambroise-Léopold Jourdain, seigneur de l'Étoile, de Bouchon et de l'Éloge, né à Amiens le 1er mars 1728 et mort à Argoules (Abbaye de Valloires) le 24 novembre 1808, est un négociant français. Il joua un rôle important dans le ravitaillement de la ville d’Amiens pendant la crise frumentaire de 1789.

## Biographie

### Famille
Il était le fils de Robert François Jourdain, seigneur de Thieulloy, de La Bailly, de La Mothe en Quennessières, de Narvilier et de Gentel, négociant et conseiller-secrétaire du roi, et de Marie Thérèse Hoschédé d'Hattencourt . Son père fut échevin d'Amiens en 1724 et 1725. Anobli à la fin de l'Ancien Régime, il devint seigneur de Thieulloy, de Lamotte-en-Santerre (aujourd'hui, Lamotte-Warfusée) et autres lieux.
Léopold Jourdain, épousa en 1757 Marie-Ursuline Lasnier de L'Éloge (1741-1799) et devint écuyer de L'Éloge. Il fit fortune dans le grand commerce avec l’Espagne et l’Amérique.
Le couple eut un fils, Alexandre, qui épousa en 1807 Mlle Godart d'Argoules. Leur fils, Léonce Jourdain de L‘Étoile (1808-1883), se maria en 1846 avec Mlle de Léry.

### Un noble fortuné
En 1766, il devint, par adjudication du Palais de justice de Paris, après saisie des seigneuries du sieur Calonne, propriétaire de la baronnie de L'Étoile avec château, pigeonnier, terres labourables, un moulin à blé et un moulin à huile…, propriétaire du tiers de la seigneurie de Bouchon et celle de Condé-Folie. Il fit construire, dès 1766, des moulins sur le Canal de la Somme au lieu-dit Les Moulins Bleus. Il put ainsi ravitailler, par gribanne, Amiens en farine.
Le 7 octobre 1786, il acheta  à Charles Damerval, seigneur de Bouchon, un autre tiers de la seigneurie de Bouchon avec maison, moulin, bois et haies, champart, censives, droits honorifiques etc..
En 1789, il était électeur de l'ordre de la noblesse du bailliage d'Amiens.
De 1791 à 1793, Jourdain de L'Éloge dépensa 880 000 livres en achat de la seigneurie de Sailly-au-Bois, du fief de Colincamps, du bois d'Airaines, de l'abbaye de Valloires...

### Bienfaiteur ouaccapareur?
En juillet 1789, il acheta à Hambourg et à Dantzig des céréales et les fit livrer à Amiens à bas prix, dix à vingt livres au-dessous du cours du marché. Il avait établi des procédés de moutures économiques de grains et s'engagea à moudre gratuitement les grains que distribuait l'Association civique de la ville. Mais l’émotion populaire étant à vif à cause de la disette, Jourdain de L’Éloge fut suspecté d'être un accapareur par les habitants, sa maison fut pillée, ses moulins envahis il ne dut son salut qu’à la fuite.
L’Assemblée nationale lui rendit justice de son dévouement après un examen minutieux de ses registres de comptes.
En 1795, Jourdain de L’Éloge acheta les ruines de l’abbaye de Moreaucourt avec la ferme et ses dépendances.
Pendant l’hiver 1795, une nouvelle fois, Jourdain de L’Éloge prêta son concours au ravitaillement de la ville d’Amiens. La pénurie de céréales  provoquait un rationnement du pain qui passa de 128 g par personne  et par jour à 32 g, le 30 mars. Devant l’insurrection qui menaçait, la municipalité vota un emprunt forcé en proportion de la richesse des habitants. Jourdain de L’Éloge taxé de 40 000 livres parvint à convaincre 51 souscripteurs pour un total de 2 millions de livres.

### Sauveur de l’Abbaye de Valloires
Le 7 juillet 1791, l’abbaye de Valloires, déclarée Bien national, fut adjugée avec toutes ses dépendances à Jourdain de L’Éloge pour 261 000 livres. Le mobilier, le chartrier et une partie de la bibliothèque furent pillés. Jourdain de L’Éloge sauva l’essentiel, les bâtiments conventuels et l’église abbatiale avec ses somptueuses boiseries.
Jourdain de L'Éloge fut membre de la Société libre d'Agriculture fondée en floréal an VI (mai 1799) qui devint en 1803 l’Académie des sciences, des lettres et des arts d'Amiens.
Son épouse et lui vécurent à l’abbaye de Valloires jusqu’à leur mort. Jourdain de L’Éloge fut inhumé en 1808 dans l’église abbatiale.

## Pour approfondir